# Бухтіарова Тетяна Анатоліївна
Бухтіарова Тетяна Анатоліївна (нар. 7 січня 1952, Київ, СРСР) — член-кореспондент АМН України, доктор медичних наук, директор ДУ «Інститут фармакології та токсикології НАМН України».

## Наукова діяльність
У 1976 році закінчила з відзнакою Київський медичний інститут і була прийнята на роботу в Інститут фармакології та токсикології НАМН України, пройшовши шлях від лаборанта до директора.
У 1985 році захистила дисертаційну роботу на здобуття наукового ступеня кандидата медичних наук.
У 1998 році за результатами успішного захисту дисертаційної роботи на тему «Експериментальне обґрунтування напрямків пошуку і вивчення нових неопіоїдних аналгетиків в ряду похідних азотистих гетероциклів» здобула науковий ступінь доктора технічних наук.
З грудня 2007 року Бухтіарова Тетяна Анатоліївна — директор ДУ «Інститут фармакології та токсикології НАМН України».
У 2011 році обрана член-кореспондентом НАМН України за спеціальністю «Фармакологія».
Основні напрямки наукової діяльності: пошук зв'язку «структура-активність» в рядах конденсованих азотвміщуючих гетероциклів з ключовим атомом азоту і на цій основі спрямоване конструювання та вивчення фізіологічно активних сполук з аналгезуючими та протизапальними властивостями, розробка питань спеціальної токсикології.
Однією із перших в Україні започаткувала впровадження у методологію створення нових лікарських засобів позаекспериментальних методів QSAR, намітила шляхи пошуку неопіоїдних аналгетиків нового покоління.
Автор/співавтор впроваджених у медичну практику препаратів Амізон, Хлофіден, Бротеофін, Промедол, низки інструктивно-методичних документів в галузі спеціальної токсикології, затверджених директивними органами та впроваджених замовником.
Президент Асоціації фармакологів України. Голова Проблемної комісії МОЗ та НАМН України «Фармакологія». Головний редактор журналу «Фармакологія та лікарська токсикологія» та член редколегії журналу «Компьютерная информатика и телемедицина».
Підготувала 1 кандидата та 3 докторів наук.
Автор/співавтор понад 240 наукових праць, у тому числі 40 патентів, 8 монографій та довідників, низки нормативних документів у сфері експертизи та реєстрації лікарських засобів.

## Основні наукові праці
- «Лекарственные средства, отпускаемые без рецепта врача» (1998).
- «Лекарственные средства в кардиологии» (2000).
- «Азотистые гетероциклы и алкалоиды» (2001).
- «Простатопротекторы» (2005).
- «Государственный формуляр лекарственных средств» (2009).
- «Нестероїдні протизапальні препарати: ефективність, доступність, прийнятність для пацієнта» (2011).

## Відзнаки та нагороди
За значний особистий внесок у забезпечення розвитку системи охорони здоров'я та високий професіоналізм була відзначена Почесною грамотою Кабінету Міністрів України, грамотами Національної академії медичних наук України, ВГО «Асоціація фармакологів України».